# Quai numéro treize
Pour plus de détails, voir Fiche technique et Distribution.
Quai numéro treize (titre original : Pier 13) est un film américain en noir et blanc réalisé par Eugene Forde, sorti en 1940.

## Synopsis
Un policier affecté à la sécurité des quais, rencontre une attrayante serveuse dont la sœur entretient une relation amoureuse avec le criminel qu'il poursuit.

## Fiche technique
- Titre français : Quai numéro treize
- Titre original : Pier 13
- Réalisation : Eugene Forde
- Scénario : Clark Andrews, Harry Connors, Philip Klein, Stanley Rauh
- Producteur : Sol M. Wurtzel
- Photographie : Virgil Miller
- Montage : Fred Allen
- Musique : Cyril J. Mockridge
- Société de production : 20th Century Fox
- Société de distribution : 20th Century Fox
- Pays d'origine :  États-Unis
- Format : noir et blanc - (Western Electric Recording) 1.37:1 - son : Mono (Western Electric Recording)
- Genre : Thriller, Film policier
- Durée : 64 min
- Dates de sortie :
  -  États-Unis :23 août 1940
  -  France : novembre 1942

## Distribution
- Lynn Bari : Sally Kelly
- Lloyd Nolan : Danny Dolan
- Joan Valerie : Helen Kelly
- Douglas Fowley : Johnnie Hale
- Chick Chandler : Nickie
- Oscar O'Shea : Skipper Kelly
- Adrian Morris : Al Higgins
- Louis Jean Heydt : Bill Hamilton
- Frank Orth : "Dead Pan" Charlie
- Stanley Blystone : Poliier
- Charles D. Brown : Capitaine Blake
- Maurice Cass : Howard
- Frank Darien : vieil homme dans la voiture
- Hal K. Dawson (en) : vendeur de tickets
- Edward Earle : Peters
- Sherry Hall : Clerk
- Hamilton MacFadden : Reporter
- Kitty McHugh : Mary
- Mantan Moreland : Sam
- Don Rowan : Husky Man
- Hector V. Sarno : l'Italien
- Florence Shirley : Mrs. Forrest
- Harry Strang : chef de quai
- Ben Taggart : détective
- Phil Tead : photographe
- Harry Tyler : Alibi Joe
- Max Wagner : Tramp
- Fred Walburn : Shorty

## À noter
- Il s'agit du remake de remake du film de 1932, Me and My Gal.

## Crédit d'auteurs
- (en) Cet article est partiellement ou en totalité issu de l’article de Wikipédia en anglais intitulé « Pier 13 » (voir la liste des auteurs).